# Maria Mazina
Maria Valerievna Mazina , née le 18 avril 1964 à Moscou, est une escrimeuse russe pratiquant l'épée. Elle a porté les couleurs de l'Union soviétique (jusqu'en 1991), de l'Équipe unifiée (en 1992) puis de la Russie.

## Palmarès
- Jeux olympiques
  -  Championne olympique à l’épée par équipe aux Jeux olympiques de 2000 à Sydney
  -  Médaillée de bronze à l’épée par équipe aux Jeux olympiques de 1996 à Atlanta
- Championnats du monde d'escrime
  -  Championne du monde à l’épée par équipes aux championnats du monde de 2001 à Nîmes
  -  Médaillée de bronze à l’épée en individuel aux championnats du monde de 1990 à Lyon
  -  Médaillée de bronze à l’épée par équipes aux championnats du monde de 1991 à Budapest
  -  Médaillée de bronze à l’épée en individuel  aux championnats du monde de 1992 à La Havane
- Championnats d'Europe d'escrime
  -  Médaille d’argent à l’épée par équipes aux Championnats d'Europe d'escrime 1999 à Bolzano
  -  Médaille d’argent à l’épée par équipes aux Championnats d'Europe d'escrime 2001 à Coblence